# Гадюка Авиценны
Гадюка Авиценны (лат. Cerastes vipera) — ядовитая змея из рода рогатых гадюк.

## Описание
Общая длина достигает 50 см. Голова широкая, плоская, туловище толстое. Не имеет роговидной чешуи над глазами. Боковая чешуя туловища мелкая, ребристая и направлена наискось вниз. Общая окраска песчано-бурого цвета с рядами тёмных пятен. Хвост украшен чёрными кольцами, кончик его целиком чёрный. 

## Экология
Обитает в песчаных пустынях. Активна ночью. Питается мелкими ящерицами и грызунами. Использует для защиты или при охоте передвижение «боковым ходом», «погружение» в песок и особое средство — шипение с помощью боковых чешуек тела. Это яйцекладущая змея. Самка откладывает 3—5 яиц. Яд достаточно опасен.

## Распространение
Обитает на севере Африки в Западной Сахаре, Мавритании, юге Морокко, Алжире, Тунисе, севере Нигера, Мали, Чаде, Египте, Израиле, Иордании и Саудовской Аравии (Джизан).